# (14805) 1981 ED15
A (14805) 1981 ED15 a Naprendszer kisbolygóövében található aszteroida. Schelte J. Bus fedezte fel 1981. március 1-jén.